# Duncan II, conte di Fife
Duncan II, conte di Fife (1154 – 1204), è stato un nobile e magistrato scozzese fu Giudice di Scozia e un esponente della dinastia gaelica de Fife.

## Biografia
Dopo la morte del padre (1154) ereditò i titoli di famiglia (che Duncan I aveva ottenuto da re Davide I) ma non la leadership del clan Macduff, che andò al cugino Aed mac Gille Micheil. Come molti altri nobili della famiglia Fife, anche Duncan II divenne Giudice di Scozia. Ricoprì la carica dapprima nel 1154 e definitivamente dal 1164 al 1203.
Il Natale del 1160, sposò Ada (ossia Ela, Hela o Adela) che nei documenti ufficiali viene citata come parente stretta di re Malcolm IV, descritta come sorellastra nelle fonti in gaelico e come nipote nei testi in latino.
Suo successore come Mormaer e conte di Fife fu suo figlio Malcolm.